# Beis Yaakov
Beis Yaakov (Hebreeuws: בית יעקב) (ook wel Beth Jacob), letterlijk "Huis van Jacob", is een naam die door alle onder het charedisch jodendom vallende meisjesscholen gebruikt wordt, van kleuterschool tot voortgezet onderwijs.
Enkele groepen binnen de charedische wereld hebben eigen scholen die een soortgelijke naam gebruiken maar meer specifiek aan die specifieke groep charedim gebonden zijn:
- Beis Rochel (Satmarer chassidim)
- Beis Rivkah, Beis Chaya Mushka, Beis Chana (Chabad-Lubavitcher chassidim)
- Bnos Zion (Bobover chassidim)
- Bnos Belzer, Bnos Malka (Belzer chassidim)
- Bnos Vizhnitz (Vizhnitzer chassidim)

Beis Yaakov, Beis Rachel en Beis Rivkah worden vaak afgekort tot respectievelijk BY en BR.

## Geschiedenis
De Beis Yaakov-beweging werd in 1917 opgericht door de Poolse Sarah Schenirer. Zij was een jonge naaister en was teleurgesteld in het feit dat veel joodse meisjes het joodse geloof verlieten doordat zij te veel met de niet-joodse wereld in contact kwamen op de openbare scholen waar ze heen gingen. De jongens gingen wel naar jesjiva's, waar ze de hele dag in een beschermde joodse omgeving waren.

### Krakow, 1941
In 1941 ontving rabbijn Leo Jung, die naar New York gevlucht was, de volgende brief van een toen al overleden jonge vrouw die aan een Beis Yaakov in Krakow doceerde.
"Beste rabbijn Jung,
Wanneer deze brief u bereikt zullen wij in een betere wereld zijn. We kregen zojuist te horen dat een bende jonge nazi's ons over enkele uren zal bezoeken. We hebben unaniem besloten liever te sterven dan door de nazi's vervuild te worden. We hebben voldoende vergif verzameld, en we zijn blij al kiddush Hashem (voor de heiliging van G-ds Naam) te sterven. We gaan nu samen zitten en tehilim (psalmen) zeggen, voor de laatste keer in onze jonge levens. We hebben geen angst. We hebben allen ons gewassen en onze lichamen zullen schoon zijn wanneer onze zielen terugkeren naar G-d. Zodra we de nazi's horen komen zullen we het vergif innemen. Met het Sjema op onze lippen zullen we onze laatste adem uitblazen. Regel alstublieft dat er kaddisj voor ons gezegd wordt."

## Cultuur
Meisjes krijgen in de charedische wereld traditioneel meer seculier onderwijs dan jongens. Jongens richten zich bij voorkeur enkel op religieuze studies. De reden is dat het gebod van Thorastudie alleen voor jongens en niet voor meisjes zou gelden. Voor meisjes is er alleen de verplichting om te weten wat zij wel en niet mogen doen (met betrekking tot de wetten van sjabbat, wetten van kasjroet, en rituele reinheid). Daarnaast leren ze bijvoorbeeld Tenach (Joodse Bijbel) met de gebruikelijke rabbijnse commentaren (Mikraos Gedolos).
Meisjes krijgen zowel een seculier als een religieus diploma en kunnen, indien zij dat willen, na hun examen doorstuderen aan een hogeschool of universiteit. De waarschijnlijkheid dat dit gebeurt wisselt per beweging. Binnen sommige bewegingen in het charedisch jodendom is het volledig acceptabel dat een meisje naar een (seculiere) universiteit gaat, binnen andere bewegingen totaal uit den boze.
Wanneer een meisje rond haar 18e van school komt heeft zij de optie om nog een of twee jaar door te leren in een 'seminarie', direct te trouwen, of eventueel seculiere studies volgen. Het volgen van seculiere studies is in Europese charedische gemeenschappen (zoals Joods Antwerpen en Londen) en de Verenigde Staten gebruikelijker dan in Israël.
Op alle BY-scholen wordt hetzelfde uniform gedragen, bestaande uit een lichtblauw overhemd, donkerblauwe rok, ondoorzichtige kniekousen, en eventueel een donkerblauwe trui. Het gebruik van make-up is verboden, en het haar dient in een staartje gedragen te worden.

## Cheider
Ook in Nederland is een charedische school, het Cheider. Deze is iets meer in het Nederlands onderwijssysteem georganiseerd dan een gemiddelde Beis Yaakov-school in andere landen. Alle niveaus van kleuterschool tot voortgezet onderwijs (vmbo, havo en vwo) worden er aangeboden.